# Шагова (заказник)
Шагова — гідрологічний заказник місцевого значення в Україні. Об'єкт природно-заповідного фонду Сумської області. 
Розташований за північною околицею с. Вікторове. Площа 136 га. Як об'єкт ПЗФ створений 18.11.2011.
Статус надано для збереження в природному стані водно-болотного масиву з ділянками сіножатей в долині р. Есмань, що
є регулятором водного режиму річки і рівня ґрунтових вод прилеглих територій. Забезпечує збереження цінних для регіону компонентів ландшафтного та біологічного різноманіття. 
Заплавний гідрологічний комплекс є осередком зростання рідкісних та занесених до Червоно книги України видів рослин (пальчатокорінник травневий), рослинних угруповань з домінуванням латаття білого та глечиків жовтих, занесених до Зеленої книги,  місцем мешкання тварин, занесених до Червоної книги України (горностай, мінога українська, лелека чорний, шуліка чорний, видра річкова, кажан пізній, нетопир лісовий). 
У складі заказника гідрологічна пам'ятка природи місцевого значення «Джерело біля села Вікторове» (0,02 га)